# Valfrid Vasenius
Gustaf Valfrid Vasenius, född 12 oktober 1848 i Helsingfors, död där 31 maj 1928, var en finlandssvensk biblioteksman, litteraturhistoriker och akademisk lärare. Han var son till Gustaf Otto Wasenius och Johanna, född Collan (1814-1901) samt gift med Johanna Emilia, född Palmén (1853-1942).

## Biografi
Vasenius blev student 1867, filosofie magister 1873 samt licentiat och doktor 1879, sedan han utgivit avhandlingen Henrik Ibsens dramatiska diktning i dess första skede. Åren 1880–87 var han docent i estetik och litteraturhistoria och 1890–92 kassör vid universitetet. Han var därjämte verksam vid universitetsbiblioteket, där han, sedan 1871 e.o. amanuens, 1877–90 var amanuens och 1892–1901 vice bibliotekarie. Efter att ha blivit extra ordinarie professor i finsk och nordisk litteraturhistoria 1902, tog han avsked som emeritus 1908. 
Av Vasenius övriga arbeten kan nämnas Suomalainen kirjallisuus 1544–1877 (Den finska litteraturen 1544–1877), alfabetisk och systematisk förteckning (1878; 4 tilläggshäften 1878–95), Henrik Ibsen. Ett skaldeporträtt (1882), Historiska undersökningar rörande Jacob Frese (1884 i "Hist. arkisto", VII), Lärobok i Sveriges och Finlands litteraturhistoria (1886; 2:a upplagan 1890), Mörk och Upsala domkapitel (1888, i "Samlaren", IX), Separatisten Johan Jakob Gripenstedt (1891; i "Öfversigt af Finska vetensksapssocietetens förhandlingar.", XXXIII) och Historiska upplysningar rörande Sveriges äldsta originalroman (akademisk avhandling, behandlar J.H. Mörks "Adalrik och Götilda"; 1892). 
På uppdrag av universitetets konsistorium utgav han "Författningar och beslut rörande K. Alex. universitetet i Finland 1852–1887" (1889; suppl. 1899, i förening med Tor Carpelan, 1915). Vasenius utgav "Valda skrifter af Fabian Collan" (1872) jämte levnadsteckning. Runebergs diktning har han belyst i Om Johan Ludvig Runeberg, Tvenne föredrag (1877) och J.L. Runeberg som konstnär (1. Versbyggnaden, 1897). Efter Zacharias Topelius död utgav Vasenius, därtill utsedd av skalden själv, 1899–1905 hans samlade skrifter i 25 band. Därjämte utgav han Zacharias Topelius, hans liv och skaldegärning (6 band, 1912–31). 
Vasenius utgav läroböcker i svensk språkundervisning och flygskrifter i politiska ämnen (valrätt och proportionella val) samt publicerade uppsatser i tidningar och tidskrifter. Därjämte var han en flitig medarbetare i inhemska och utländska biografiska och bibliografiska arbeten (exempelvis Nordisk familjeboks 1:a upplaga och Svenska Akademiens ordbok). Han kom från det förmögnare borgerskapet men var själv liberal och strävade efter att dämpa de sociala och språkpolitiska konflikterna.  
Han ansåg att ett namn som slutar -us inte kan inledas med en bokstav som saknas i latinet. Därför började han skriva familjenamnet med enkelt V och släktgrenen av hans ättlingar gör det fortfarande.. 

## Priser och utmärkelser
- 1913 – Tollanderska priset

## Produktion[5]
- Henrik Ibsens dramatiska diktning i dess första skede (1879)
- Henrik Ibsens tragedi ”Ett dukkehjem” belyst (1880)
- Henrik Ibsen. Ett skaldeporträtt. Stockholm (1882)
- Historiska undersökningar om Jacob Frese (1884)
- Lärobok i Sveriges och Finlands litteraturhistoria (1886)
- Historiska undersökningar rörande Sveriges äldsta originalroman (1892, även under namnet Jacob Henrik Mörk. Litteraturhistorisk teckning)
- Öfversikt af Finlands litteraturhistoria för skolor och själfstudium (1893)
- Om proportionell representation (1895)
- Johan Ludvig Runeberg som konstnär. Stockholm (1896)
- Världsbild och poesi (1900)
- Samkänslan och dess yttringar i Finland (1901)
- Runeberg Suomen kansan runoilijana I−II (1903)
- Runous ja elämä. Kirjailijain muotokuvia (1906)
- Väg till harmoni. Åtta böcker om individen och det hela (1908)
- Huru bör ett skaldeverk tolkas? Finsk tidskrift 1909
- Zacharias Topelius, hans lif och skaldegärning I−VI (1912−1930)